# Vila Marija
Vila Marija (hrv. Villa Maria) prva је hrvatska telenovela, snimana tokom 2004. i 2005.
U Srbiji je prikazivana tokom 2004. i 2005. na televiziji Pink.

## Sinopsis
Ovo je priča o tri porodice koje su povezane jedna sa drugom, ali još više razdvojene novcem, ljubavi, strasti i izdajom. Jedan od glavnih likova je Tomo Jurak, bogati 50-godišnjak, vlasnik restorana i hotela kao što je hotel "Grand" u Zagrebu i "Villa Maria" koji se nalazi u Opatiji. Kako bi porodici pružio savršenu egzistenciju, potpuno je predan poslu, porodica mu zamera da premalo vremena provodi sa njima. Kći Dora ima 20 godina i odlična je studentkinja medicine. Tomo je obožava i ne prihvata činjenicu da je već odavno ušla u godine da ima dečka i svoju intimu. Na početku razmažena tatina kćer, razviće se u zrelu devojku koja će pokušati da sačuva porodicu na okupu, nakon što se saznaje prava istina o Tominoj ljubavnici, Vesni, ženi Tominog suparnika, Maksa Lovreka.
Dora se takođe zaljubljuje u Luku Pongraca, zaposlenika Tominog preduzeća, ujedno i njegova desna ruka u poslu. Ivan, Dorin brat, je ljubomoran na Luku i njegov odnos s Tomom, koji nalikuje odnosu sin-otac koji Ivan želi. Uz to, Lukina majka Dunja ne odobrava vezu između Dore i Luke, a ujedno čuva i tajnu o Lukinom poreklu.

## Zanimljivosti o seriji
- Ovo je prva hrvatska telenovela, koja je sa emitovanjem krenula 20. septembra 2004, na HRT 1 u 18:40 sati. Svoju "svetsku premijeru" je igrom slučajeva doživela u Srbiji, gde je emitovanje na RTV Pink krenulo 30 minuta ranije.
- U poslednjih deset epizoda gostovao je beogradski glumac Vojin Ćetković. Pevačica Tijana Dapčević je spomenula Vila Mariju u njenoj pesmi "Sve je isto, samo njega nema". "Čujem u Beogradu, da se gleda Vila Marija...".
- Glumica Mia Begović, koja je tumačila Helenu Jurak, dobila je otkaz nekoliko nedelja pre završetka snimanja telenovele. Razlozi otkaza nikad nisu bili poznati javnosti, a Helena se u seriji pojavljivala sve do kraja, osim u poslednjim scenama.[4]
- Pevač Petar Grašo pojavio se u gostujućoj ulozi, gde je tumačio samog sebe, ujedno i Dorinog novog udvarača. Njegova koleginica, takođe pevačica, Jelena Rozga je ipak tumačila fiktivni lik Mirne Polić, Majdine prijateljice.
- Fiktivni lik "Marko Prilika" zaživeo je u još jednoj seriji, kriminalističkoj hrvatsko-slovenačkoj seriji "Balkan Inc.", ali ulogu Marka Prilike u toj seriji je tumačio glumac Aleksandar Cvijetković.
- Specijalne uloge u seriji su dobili meksički glumci Omar Hermenos (Omar Germenos) i Glorija Peralta (Gloria Peralta), koji su u stvarnom životu u braku.

## Uloge
| Glumac:                | Uloga:                  |
| ---------------------- | ----------------------- |
| Jelena Veljača         | Dora Jurak              |
| Damir Markovina        | Luka Pongrac            |
| Ksenija Pajić          | Ana Jurak               |
| Žarko Radić            | Tomislav "Tomica" Jurak |
| Ante Čedo Martinović   | Maks Lovrek             |
| Barbara Vicković       | Vesna Lovrek            |
| Mislav Čavajda         | Ivan Jurak              |
| Mia Begović            | Helena Jurak            |
| Nives Ivanković        | Nataša Jug              |
| Nada Gačešić Livaković | Dunja Pongrac           |
| Maja Petrin            | Zora Rački              |
| Slaven Knezović        | Alojzije Miško Mišetić  |
| Frano Lasić            | Andrija Posavec         |
| Boris Miholjević       | advokat Momčinović      |
| Vida Jerman            | Mitzy Jurak             |
| Sven Madžarević        | Sven Lovrek             |
| Petar Grašo            | Petar Grašo             |
| Slavko Juraga          | inspektor Marko Prilika |
| Miljenka Androić       | Maca                    |
| Davor Garić            | Martin Butorac          |
| Đorđe Kukuljica        | Hrvoje Sikirica         |
| Jelena Perčin          | Majda Polovanec         |
| Jelena Rozga           | Mirna Polić             |
| Boris Bakal            | advokat Jurković        |
| Csilla Barath Bastaić  | Marina                  |
| Krunoslav Belko        | sudija Orlović          |
| Mladen Černjak         | doktor Župić            |
| Ankica Dobrić          | Silvija Polovanec       |
| Petra Dugandžić        | Gordana Popović         |
| Boris Festini          | Natašin otac            |
| Omar Hermenos          | Rikardo                 |
| Glorija Peralta        | Huanita                 |
| Pero Juričić           | gradonačelnik Sinković  |
| Dejan Marcikić         | Marinin prijatelj       |
| Luka Peroš             | Juraga                  |
| Mario Valentić         | Igor                    |
| Kristijan Potočki      | Žarko                   |
| Alen Šalinović         | Žuvela                  |
| Igor Serdar            | gospodin Jug            |
| Tomislav Štriga        | upravnik Poljak         |
| Ivana Vasilj           | Željana                 |